# Karlshamn (Gemeinde)
Koordinaten: 56° 10′ N, 14° 52′ O

Karlshamn ist eine Gemeinde (schwedisch kommun) in der schwedischen Provinz Blekinge län und der historischen Provinz Blekinge. Der Hauptort der Gemeinde ist Karlshamn.

## Geschichte
1952 wurden die Großgemeinden Hällaryd, Asarum und Mörrum gebildet, die 1967 mit der Stadt Karlshamn zusammengelegt wurden. So war bereits vier Jahre vor der großen Gemeindereform von 1971 die Gemeinde auf ihrem heutigen Territorium festgelegt.

## Wappen
Beschreibung: Durch Wellenschnitt in Gold und Grün geteilt. Ein schwarzer wachsender rot bewehrter und -gezungter Löwe hält einen schwarzen Anker.

## Orte
- Åryd
- Hällaryd
- Karlshamn
- Mörrum
- Svängsta
- Torarp

## Persönlichkeiten
- Albert Wifstrand (1901–1964), Altphilologe